# Samuel Butman

Samuel Butman

Samuel Butman (* 1788 in Worcester, Massachusetts; † 9. Oktober 1864 in Plymouth, Maine) war ein US-amerikanischer Politiker. Zwischen 1827 und 1837 vertrat er den Bundesstaat Maine im US-Repräsentantenhaus.

## Leben
Das genaue Geburtsdatum von Samuel Butman ist unbekannt, die Quellen gehen aber vom Jahr 1788 als Geburtsjahr aus. 1804 zog er in den damaligen District of Maine des Staates Massachusetts, wo er sich in Dixmont im Penobscot County niederließ. Dort wurde er ein erfolgreicher Farmer. Während des Britisch-Amerikanischen Krieges von 1812 war er Hauptmann einer Milizeinheit.
1820 war Butman Mitglied der verfassungsgebenden Versammlung von Maine. In den Jahren 1822, 1826 und 1827 saß er als Abgeordneter im Repräsentantenhaus von Maine. Damals wurde er Mitglied der kurzlebigen National Republican Party. Bei den Kongresswahlen des Jahres 1826 wurde er im siebten Wahlbezirk von Maine in das US-Repräsentantenhaus in Washington, D.C. gewählt, wo er am 4. März 1827 die Nachfolge von David Kidder antrat. Nach einer Wiederwahl im Jahr 1828 konnte er bis zum 3. März 1831 zwei Legislaturperioden im Kongress absolvieren. Diese waren seit 1829 von den Diskussionen um die Politik von Präsident Andrew Jackson bestimmt. Dabei ging es unter anderem um die Durchsetzung des Indian Removal Act gegen den Willen des Obersten Bundesgerichts, die Nullifikationskrise mit dem Staat South Carolina und die Bankenpolitik des Präsidenten.
Nach seiner Zeit im Repräsentantenhaus widmete sich Butman zunächst wieder seinen privaten Angelegenheiten. Im Jahr 1846 war er als County Commissioner im Penobscot County tätig. 1853 war er Mitglied und Präsident des Senats von Maine. Danach zog er sich aus der Politik zurück. Samuel Butman starb im Oktober 1864 in Plymouth.